# Psilocybe magica
Psilocybe magica är en svampart som beskrevs av Svrcek 1989. Psilocybe magica ingår i släktet slätskivlingar och familjen Strophariaceae.   Inga underarter finns listade i Catalogue of Life.